# MIM-23 HAWK

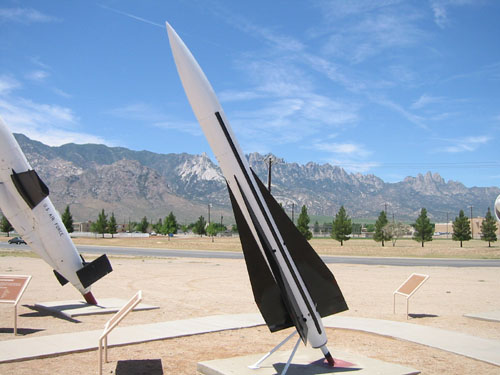
HAWK-Lenkflugkörper im White Sands Missile Range Museum

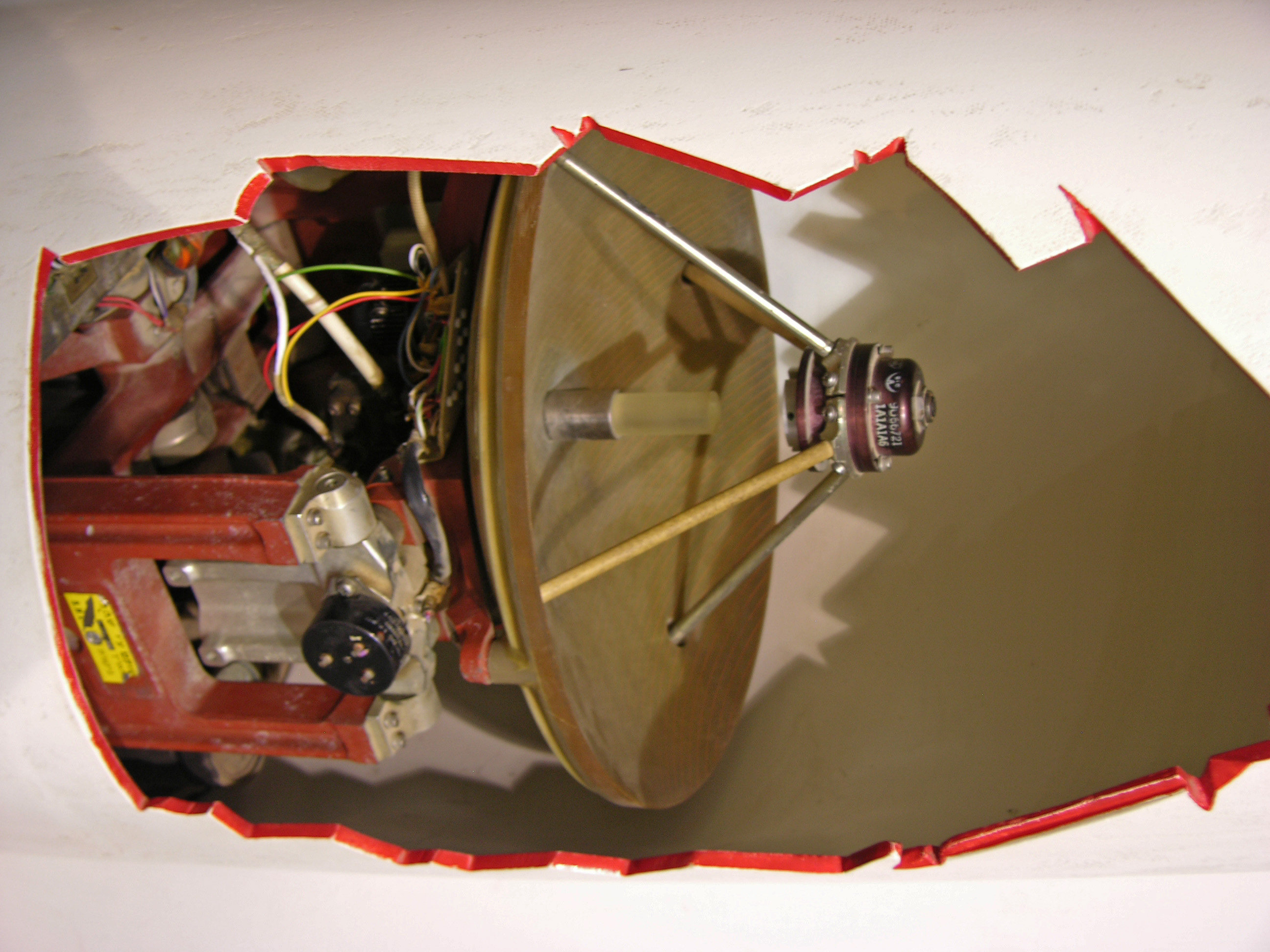
Der Radarsuchkopf einer HAWK-Lenkwaffe

MIM-23 HAWK ist ein mobiles allwetterfähiges Flugabwehrraketensystem des US-amerikanischen Herstellers Raytheon. Das System wurde zur Zeit des Kalten Krieges in den Jahren 1959/1960 bei der US Army in Dienst gestellt. Bis heute wurde HAWK in unterschiedlichen Konfigurationen an 25 Staaten der Welt verkauft.
Das Waffensystem bildete neben dem weiter reichenden System Nike und dessen Nachfolgesystem MIM-104 Patriot über mehrere Jahrzehnte das Rückgrat der integrierten Luftverteidigung der NATO und ist in einigen NATO-Staaten immer noch im Einsatz.
Es wurde 1965 in der Version „Basic-HAWK“ bei der deutschen Luftwaffe eingeführt. Nach mehreren Modernisierungen und Umstrukturierungen wurde es 2005 nach 40 Jahren außer Dienst gestellt.

## Geschichte
Zur Anpassung der deutschen Luftverteidigung an die geänderte Bedrohungslage, die mit der Einführung von überschallfähigen Strahlflugzeugen entstanden war, wurde zu Anfang der 1960er-Jahre die Ausrüstung der Bundeswehr mit Flugabwehrraketensystemen US-amerikanischer Produktion beschlossen. Sie sollten die nunmehr deutlich überforderte Fla-Rohrartillerie ablösen. Für die Bekämpfung von hoch fliegenden Zielen (überwiegend Bomber) fiel die Wahl auf das schwere Flugabwehrraketensystem Nike Ajax (später auf Nike Hercules umgerüstet). Die Bekämpfung von Flugzielen in niedrigen und mittleren Höhen (insbesondere Jagdbomber) sollte das System HAWK übernehmen.

## Beschreibung
HAWK ist ein Flugabwehrraketensystem mittlerer Reichweite zum Einsatz gegen Flugziele im tiefen bis mittleren Höhenbereich, das durch Verlastung auf Einachsanhängern sowie auf Lkws voll verlegefähig ist. Alle Radargeräte, die Lage- und Auswertezentrale (Information Coordination Centre, ICC), der Feuerleitstand (Platoon Command Post, PCP) sowie die Feuerleitzentrale (Battery Control Central, BCC), Startgeräte (Launcher, LCHR), Raketenpaletten sowie die Führungskabinen und die 56-kVA-Stromerzeugungsaggregate (SEA oder GEN) und alles technische Zubehör waren innerhalb einer halben Stunde abgebaut und auf dem Marsch.
Die Zielsuche erfolgt durch je ein Impuls- (Pulse Acquisition Radar, PAR) und ein Dauerstrich-Erfassungsradar (Continuous Wave Acquisition Radar, CWAR). Zur Bekämpfung wird das Flugziel mit einem weiteren Dauerstrich-Radar (High-Power Illuminator Radar, HPIR) beleuchtet. Die dabei reflektierte Radarenergie dient der Lenkeinheit des Flugkörpers zur Zielsuchlenkung, wobei zusätzlich direkte Steuersignale gesendet werden, die von einer Antenne am Heck des Flugkörpers empfangen werden. Dieses Prinzip wird halbaktives Zielsuch-Lenkverfahren genannt.
Der Name des Waffensystems basiert auf diesem Verfahren (HAWK, Homing all-the-way Killer).
Die Zündung des Gefechtskopfes erfolgte durch einen Vergleich der Signalstärke der von einer seitlichen und einer Heckantenne empfangenen Radarenergie des HPIR. Befand sich der Flugkörper auf gleicher Höhe mit dem Ziel, wurde das Signal der seitlichen Antenne (die vom Ziel reflektierte Radarenergie) schwächer und die Zündung ausgelöst.
Zur korrekten Entfernungsmessung eines Flugzieles auch unter elektronischen Störmaßnahmen wurde zusätzlich ein Entfernungsmessradar (Range only Radar, ROR) eingesetzt, das sich stufenlos über einen sehr großen Frequenzbereich betreiben ließ und dadurch praktisch nicht störbar war.
PCP und ICC waren zudem mit der NATO-weit verbreiteten elektronischen Freund-Feind-Erkennung (Identification Friend/Foe, Selective Identification Feature: IFF/SIF) und dem Zentralrechner (Automatic Data Processor, ADP) ausgestattet. Letzterer hatte einen auf Ringkern-Technologie basierenden Arbeitsspeicher von 64 kB, der auch bei Abschaltung bzw. Ausfall der Betriebsspannung die zuletzt gespeicherten Daten behielt.
Der Flugkörper hat eine effektive Kampfentfernung von maximal 25 Kilometern bei einer maximalen Flughöhe von knapp unter 14.000 Metern. Die Beschleunigung des Feststoffantriebs reichte aus, um wenige Meter nach dem Verlassen des Startgerätes einfache Schallgeschwindigkeit (Mach 1) zu erreichen.
In der Vollstaffel-Konfiguration mit zwei Startgruppen konnten zeitgleich zwei Flugziele bekämpft werden, wobei beide HPIR am BCC betrieben wurden und das PCP als Reservegerät zur Verfügung stand.
Bei gleichzeitigem Einsatz von BCC und PCP mit je einer Startgruppe ergab sich ein gewichtiger taktischer Vorteil: Eine Halbstaffel (Battery Minus) konnte den Feuerkampf führen, während die andere Halbstaffel (Assault Firing Unit) unter dem Schutz der aktiven Halbstaffel verlegte. Diese Verfahren nannte man den „überschlagenden Einsatz“.
Die bei der deutschen Luftwaffe ab Ende der 1990er-Jahre übliche Halbstaffel-Konfiguration (Assault Firing Unit, AFU) hatte nur eine Startgruppe und konnte nur jeweils eine Zielbekämpfung durchführen, bevor das nächste Ziel bekämpft werden konnte. Eine letzte, Anfang der 1990er-Jahre eingeführte Verbesserung war eine elektro-optische Kamera (HEOS) mit extremem Zoomobjektiv, die auf beiden HPIR installiert wurde und unter guten Sichtbedingungen die rein optische Zielverfolgung auf bis zu 15 km Entfernung zuließ.

## Einsatz bei der Bundeswehr

### Einführung und Modernisierung

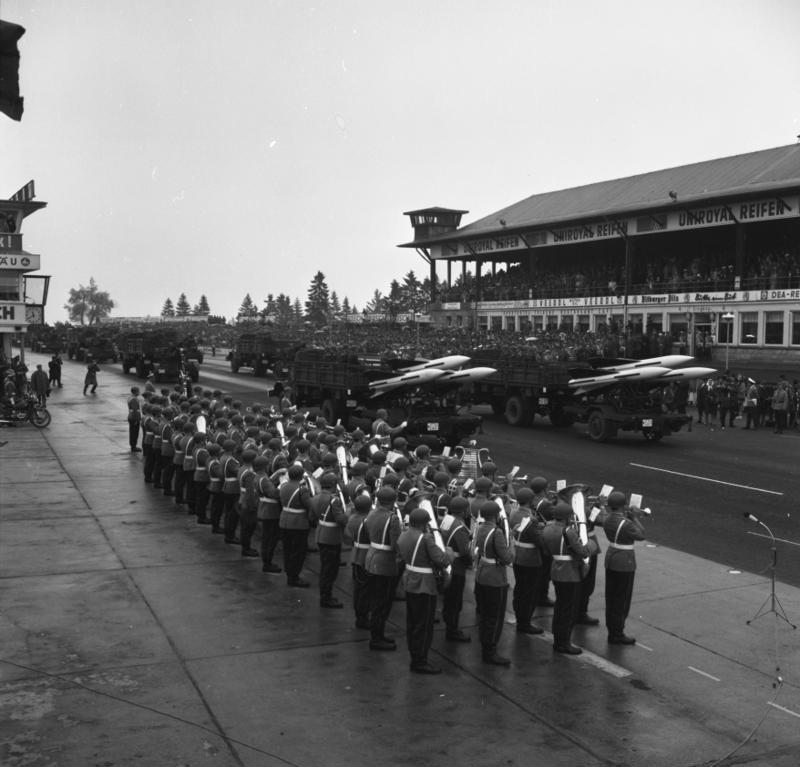
Bundeswehrparade, 1969

In der Bundeswehr wurde HAWK ab 1963 bei der Luftwaffe eingeführt, zunächst in der Version Basic-HAWK. Mitte der 1970er-Jahre wurde mit der Umrüstung auf Improved HAWK (IHAWK) eine wesentliche Kampfwertsteigerung erzielt. Am System eingesetzte Soldaten waren dadurch weiterhin, nun aber einer erhöhten Strahlenbelastung ausgesetzt. So wurde unter anderem durch Steigerung der Radar-Leistung die Zielerkennung und -bekämpfung zuverlässiger und durch Einführung eines digitalen Waffensystemrechners konnten die Bedienungsabläufe verbessert werden. Mit den Versionen PIP (Product Improvement Program) und PIP-II wurde Mitte bis Ende der 1980er-Jahre die Umstellung auf Halbleitertechnik und Digitaltechnik fortgesetzt und dadurch die Zuverlässigkeit im Einsatz erheblich gesteigert.

### Der Kalte Krieg
In der Hochphase des Kalten Kriegs waren 36 Systeme (Batterien, später Staffeln) in neun Flugabwehrraketenbataillonen (später Geschwader und Gruppen) der deutschen Luftwaffe eingesetzt. Im NATO-Verbund zusammen mit niederländischen, belgischen und US-amerikanischen Einheiten bildeten diese HAWK-Verbände den sogenannten HAWK-Gürtel, der sich von der dänischen Grenze quer durch Deutschland bis zur Grenze nach Österreich erstreckte. Die einzelnen Stellungen innerhalb des HAWK-Gürtels waren so gewählt, dass sich die Wirkungsbereiche der einzelnen Feuereinheiten selbst beim Ausfall einzelner Waffensysteme überlappten und somit eine lückenlose Abdeckung gewährleistet wurde. Neben den Friedensstellungen waren je Batterie / Staffel mehrere Einsatzstellungen (KILO-, LIMA und MIKE Pattern) erkundet worden, in die man das Waffensystem im Einsatzfall verlegt hätte.
Im NATO-Verbund hatten die HAWK-Verbände die Aufgabe, die Luftverteidigung Mitteleuropas rund um die Uhr sicherzustellen. Hierzu waren alle Flugabwehrraketenverbände bereits im Frieden der NATO unterstellt („assigniert“). Zahlreiche Radarführungsstellungen und Gefechtsstände stellten die Führung der einzelnen FlaRak-Verbände im Frieden und zu Krisenzeiten sicher.
Der HAWK-Gürtel:
| Nation      | Einheit/Verband | Standort                 | Kaserne                            | BOC                       | Stellungen | Dauer                      |
| ----------- | --------------- | ------------------------ | ---------------------------------- | ------------------------- | --- | -------------------------- |
| Deutschland | FlaRakBtl 39    | Eckernförde              | Preußer-Kaserne                    | BOC 66 Waabs              | Maasholm (Lage), Waabs (Lage), Sehestedt (Lage), Tolk (Lage)                                                                    | 1973-1993                  |
| Deutschland | FlaRakBtl 38    | Heide                    | Wulf-Isebrand-Kaserne              | BOC 65 Dellstedt          | Hude (Lage), Dellstedt (Lage), Deichhausen (Lage), Windbergen (Lage)                                                            | 1967–1989                  |
| Deutschland | FlaRakBtl 37    | Cuxhaven-Altenwalde      | Hinrich-Wilhelm-Kopf-Kaserne       | BOC 64 Belum              | Belum (Lage), Lamstedt (Lage), Krempel (Lage), Gudendorf (Lage)                                                                 | 1974–1989                  |
| Deutschland | FlaRakBtl 36    | Bremervörde              | Vörde-Kaserne                      | BOC 63 Deinstedt          | Ebersdorf (Lage), Deinstedt (Lage), Vollersode (Lage), Bramel (Lage)                                                            | 1972–1989                  |
| Deutschland | FlaRakBtl 31    | Westertimke              | Timke-Kaserne                      | BOC 62 Nartum             | Nartum (Lage), Eversen (Lage), Oyten (Lage), Westerbeck (Lage)                                                                  | 1963–1989                  |
| Deutschland | FlaRakBtl 35    | Delmenhorst              | Caspari-Kaserne                    | BOC 61 Wachendorf         | Wachendorf (Lage), Wittlohe (Lage), Lichtenmoor (Lage), Wohlenhusen (Lage)                                                      | 1968–1989                  |
| Niederlande | 5 GGW           | Stolzenau                | Kaserne Stolzenau                  | BOC 60 Stolzenau          | Borstel, Winzlar, Hoysinghausen, Reinsdorf                                                                                      | 1964–1988                  |
| Niederlande | 4 GGW           | Hessisch Oldendorf       | Hessisch Oldendorf Air Station     | BOC 59 Hessisch Oldendorf | Barsinghausen, Bad Münder, Goldbeck, Reinsdorf                                                                                  | 1964–1975                  |
| Niederlande | 3 GGW           | Blomberg                 | Klüter-Kaserne / Nederland Kazerne | BOC 58 Blomberg           | Laatzen, Horn-Bad Meinberg (Velmerstot), Goldbeck, Schwalenberg                                                                 | 1964–1975                  |
| Belgien     | 43 A            | Brakel                   | Maenhoudt Kazerne                  | BOC 57 Rheder             | Tietelsen, Bosseborn, Willebadessen, Bad Driburg                                                                                | 1966–1995                  |
| Belgien     | 62 A            | Essentho                 | Caserne Jonet                      | BOC 56 Essentho           | Rhoden-Quast, Oesdorf, Flechtdorf, Freienhagen                                                                                  | 1968–1995                  |
| USA         |                 | Bad Hersfeld             | McPheeters Barracks                | BOC 55 Bad Hersfeld       | Rothwesten, Bad Hersfeld, Rainrod, Homberg (Ohm)                                                                                | 1964–1970                  |
| USA         | 1-1 ADA         | Butzbach                 | Schloss-Kaserne                    | BOC 54 Butzbach           | Bad Kissingen, Wildflecken, Finkenberg, Ottrau, Semmelberg                                                                      | 1984 Umrüstung auf Patriot |
| USA         | 2-2 ADA         | Gießen                   | Rivers Barracks                    | BOC 53 Gießen             | Gießen, Ockstadt, Aschaffenburg, Mainbullau                                                                                     | 1984 Umrüstung auf Patriot |
| USA         | 3-59 ADA        | Hanau                    | Fliegerhorst                       | BOC 51 Hanau-Fliegerhorst | Hanau-Fliegerhorst, Friedberg (Ray Barracks), Kirchgöns, Babenhausen, Wildflecken                                               | HAWK-Improved              |
| USA         | 3-7 ADA         | Schweinfurt              | Ledward Barracks                   | BOC 50 Schweinfurt        | Schweinfurt (Conn Barracks), Schweinfurt (Ledward Barracks), Bamberg (Warner Barracks), Dörrnwasserlos, Sulzheim, Bad Kissingen | 1984 Umrüstung auf Patriot |
| USA         | 6-52 ADA        | Würzburg                 | Emery Barracks                     | BOC 49 Würzburg           | Würzburg (Emery Barracks), Kitzingen, Giebelstadt, Wertheim, Bad Mergentheim                                                    |                            |
| USA         | 2-57 ADA        | Ansbach                  | Barton Barracks                    | BOC 48 Ansbach            | Ansbach (Barton Barracks), Illesheim, Katterbach, Oberdachstetten, Reinwarzhofen                                                | HAWK-Improved              |
| USA         | 3-60 ADA        | Grafenwöhr               | Grafenwöhr Training Area           | BOC 45 Grafenwöhr         | Grafenwöhr, Hohenfels, Amberg, Oberhinkofen                                                                                     |                            |
| Deutschland | FlaRakBtl 34    | Rottenburg an der Laaber | Generaloberst-Weise-Kaserne        | BOC 44 Rohr               | Leibersdorf (Lage), Rohr (Lage), Freinhausen (Lage), Wettstetten (Lage)                                                         | 1969–1989                  |
| Deutschland | FlaRakBtl 32    | Freising                 | General-von-Stein-Kaserne          | BOC 43 Erding             | Schweinersdorf (Lage), Giggenhausen (Lage), Haindlfing (Lage), Erding (Lage)                                                    | 1964–1989                  |
| USA         |                 | Freising                 | Vimy-Kaserne                       | BOC 42 Freising           | Erding, Freising, Oberschleißheim                                                                                               | 1961–1965                  |
| Frankreich  | 402e RA         | Dachau                   | Eastman Barracks                   | BOC 42 Dachau             | Erding, Oberschleißheim, Wettstetten                                                                                            | 1965–1966                  |
| Frankreich  | 402e RA         | Murnau                   | Kimbro Barracks                    | BOC 41 Murnau             | Murnau | 1965–1966                  |
| Deutschland | FlaRakBtl 33    | Lenggries                | Prinz-Heinrich-Kaserne             | BOC 41 Kleinhartpenning   | Kleinhartpenning (Lage), Deining (Lage), Lampferding (Lage), Kirchdorf (Lage)                                                   | 1973–1989                  |

Objektschutz der Flugplätze Ramstein Air Base und Spangdahlem Air Base in Rheinland-Pfalz (sogenannter Flugzeugträgers Rheinland-Pfalz):
| Nation | Einheit/Verband | Standort    | Kaserne                 | BOC                | Stellungen                                                | Dauer         |
| ------ | --------------- | ----------- | ----------------------- | ------------------ | --------------------------------------------------------- | ------------- |
| USA    | 2-62 ADA        | Spangdahlem | Spangdahlem Air Base    | BOC 16 Spangdahlem | Balesfeld, Welschbillig (Butzweiler), Hisel, Reitscheid   | HAWK-Improved |
| USA    | 6-62 ADA        | Neubrücke   | Neubrücke Army Hospital | BOC 20 Neubrücke   | Schönborn (Rockenhausen), Wüschheim, Baumholder, Hontheim | HAWK-Improved |

| Eckernförde FlaRakBtl 39 |

| Heide FlaRakBtl 38 |

| Cuxhaven-Altenwalde FlaRakBtl 37 |

| Bremervörde FlaRakBtl 36 |

| Westertimke FlaRakBtl 31 |

| Delmenhorst FlaRakBtl 35 |

| Stolzenau 5 GGW 1964–1988 |

| Hessisch Oldendorf 4 GGW 1964–1975 |

| Blomberg 3 GGW 1964–1975 |

| Brakel 43A |

| Essentho 62A |

| Bad Hersfeld 1964–1970 |

| Butzbach 1-1 ADA |

| Gießen 2-2 ADA |

| Hanau 3-59 ADA |

| Schweinfurt 3-7 ADA |

| Würzburg 6-52 ADA |

| Ansbach 2-57 ADA |

| Rottenburg an der Laaber FlaRakBtl 34 |

| Freising FlaRakBtl 32 |

| Freising 1961–1965 |

| Dachau 402e RA 1965–1966 |

| Murnau 402e RA 1965–1966 |

| Lenggries FlaRakBtl 33 |

| Spangdahlem 2-62 ADA |

| Neubrücke 6-62 ADA |

### Reduzierung und Außerdienststellung

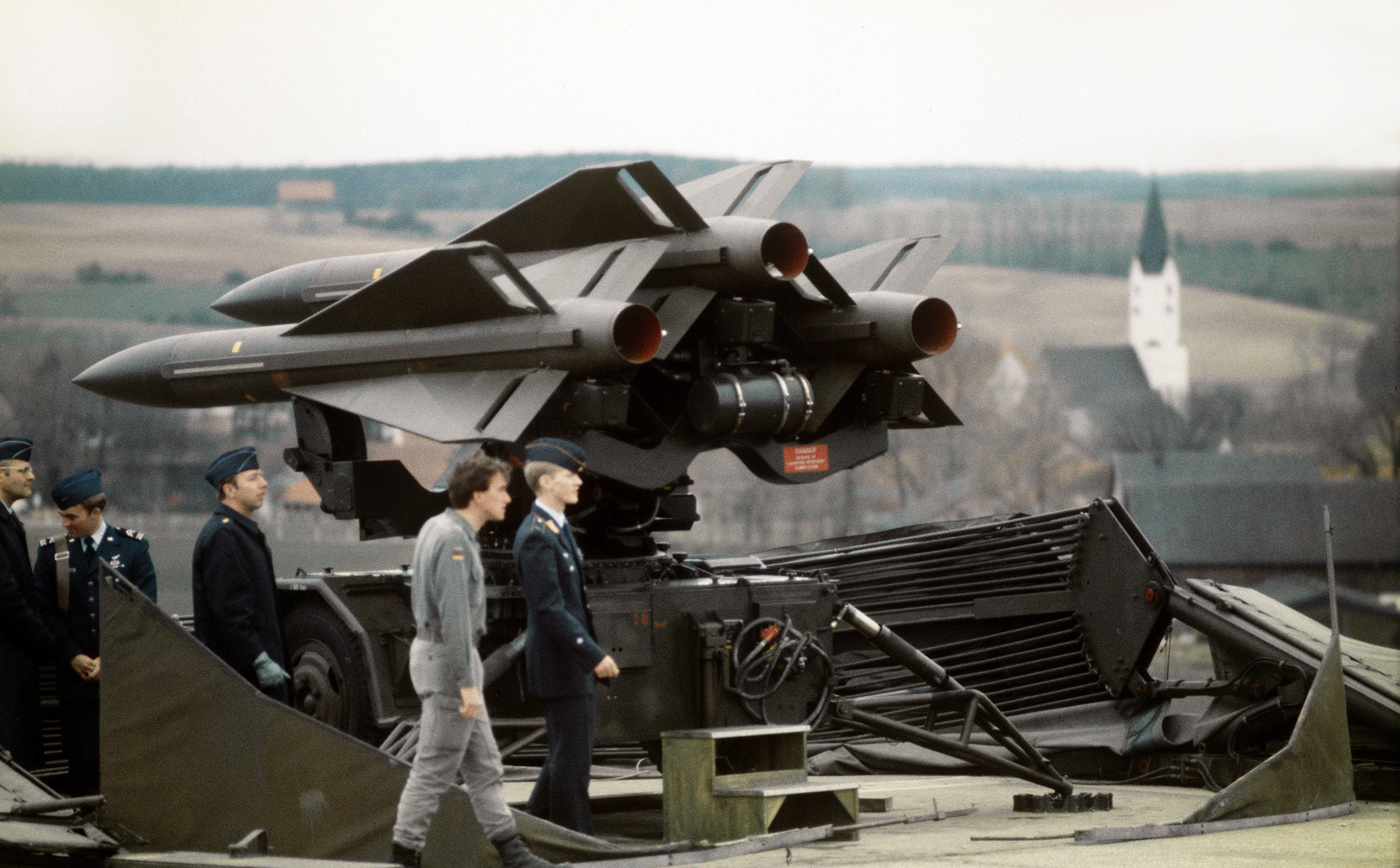
Startgerät mit geöffnetem Wetterschutz

Das System ist während seiner langen Nutzungsdauer fortwährend modernisiert worden, wobei die Bundeswehr die letzte Version PIP-III („Product Improvement Program“) nicht mehr eingeführt hat. Hierdurch blieben die bei der Luftwaffe eingesetzten Systeme technisch im Wesentlichen auf dem Stand der frühen 1980er-Jahre. Lediglich kleinere Weiterentwicklungen wurden noch integriert, wie zum Beispiel die HEADTS genannte Komponente, die die Signale des CWAR weiter aufbereiten konnte und die Zielerfassung von sehr langsam fliegenden Flugzielen wie Hubschraubern deutlich verbesserte.
Im FlaRak-Verbund geriet HAWK mit seiner inzwischen veralteten Technik und seinen langsameren Datenverbindungen gegenüber dem moderneren PATRIOT immer mehr in den Rückstand. Dies trat im Übungsbetrieb vor allem beim Einsatz des integrierten HAWK-Simulationsgeräts (Operations Training System; OTS) beim Training im sogenannten „netted scenario“ zu Tage. Insgesamt ergaben sich im weiteren Einsatz nicht nur Einschränkungen im Kampfwert – insbesondere die hohen Betriebskosten, die immer knapper werdenden Ersatzteile (vor allem Röhrentechnik) und der umfangreiche Personal-, Fahrzeug- und Wartungsbedarf führten zur schrittweisen Reduzierung der aktiven Einheiten und in den frühen 2000er-Jahren zur Außerdienststellung. Die letzten beiden HAWK-Einheiten der Bundeswehr wurden Ende 2005 mit der Flugabwehrraketengruppe 15 in Leipheim außer Dienst gestellt.
Ausgemusterte HAWK-Lenkflugkörper sind zum Teil zu Orion-Höhenforschungsraketen umgerüstet worden.
Die letzte PCP-Halbstaffel der Bundeswehr stand bis ca. 2008 in Pirmasens und war dort Teil der Luftkampfübungsanlage Polygone, die sich aus mehreren Stellungen und verschiedensten Flugabwehrraketensystemen aus Deutschland, den USA und der ehemaligen Sowjetunion zusammensetzt.
Es werden dort unter anderem die Systeme 2K12 Kub, 9K33 Osa sowie die letzten Roland-FRR und -FGR (RAD) betrieben, um Luftwaffenpiloten der NATO und befreundeter Streitkräfte ein Training unter realitätsnahen elektronischen Ernstfallbedingungen zu ermöglichen.

## Betrieb des HAWK-Systems

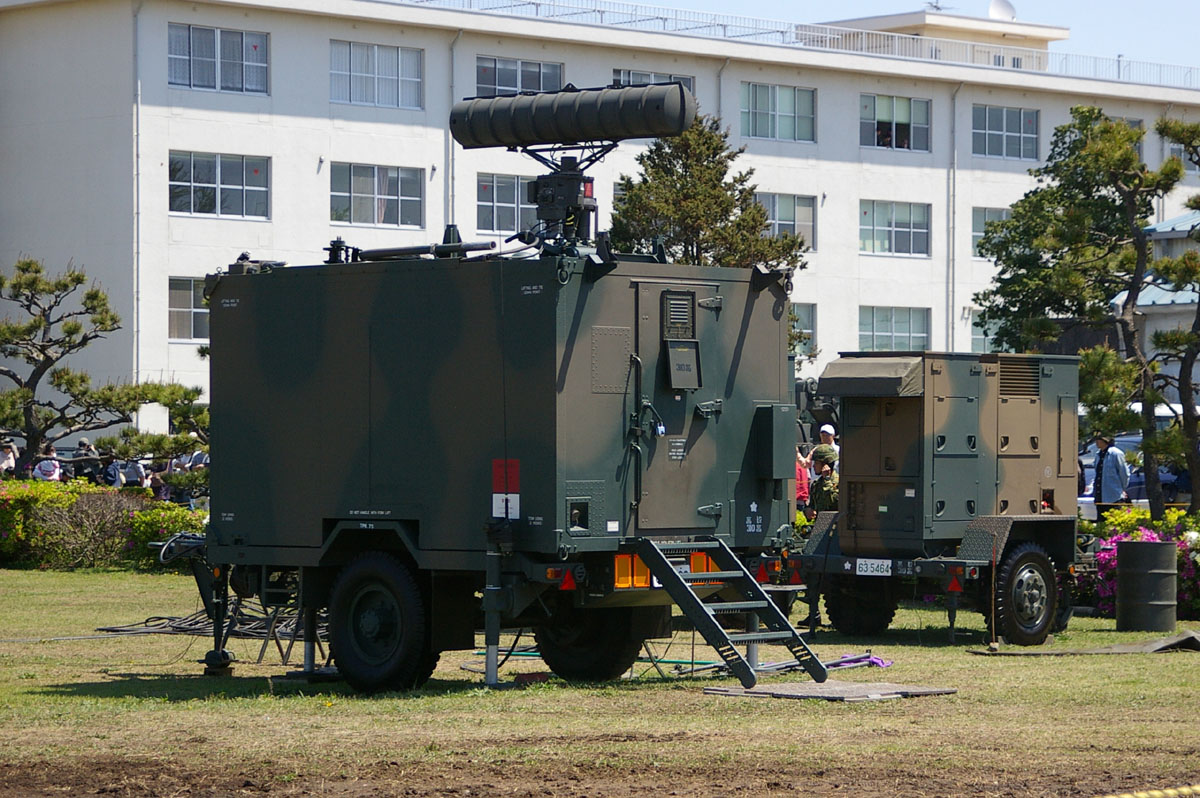
Feuerleitstand (PCP) mit Feuerleitrechner und IFF-Anlage

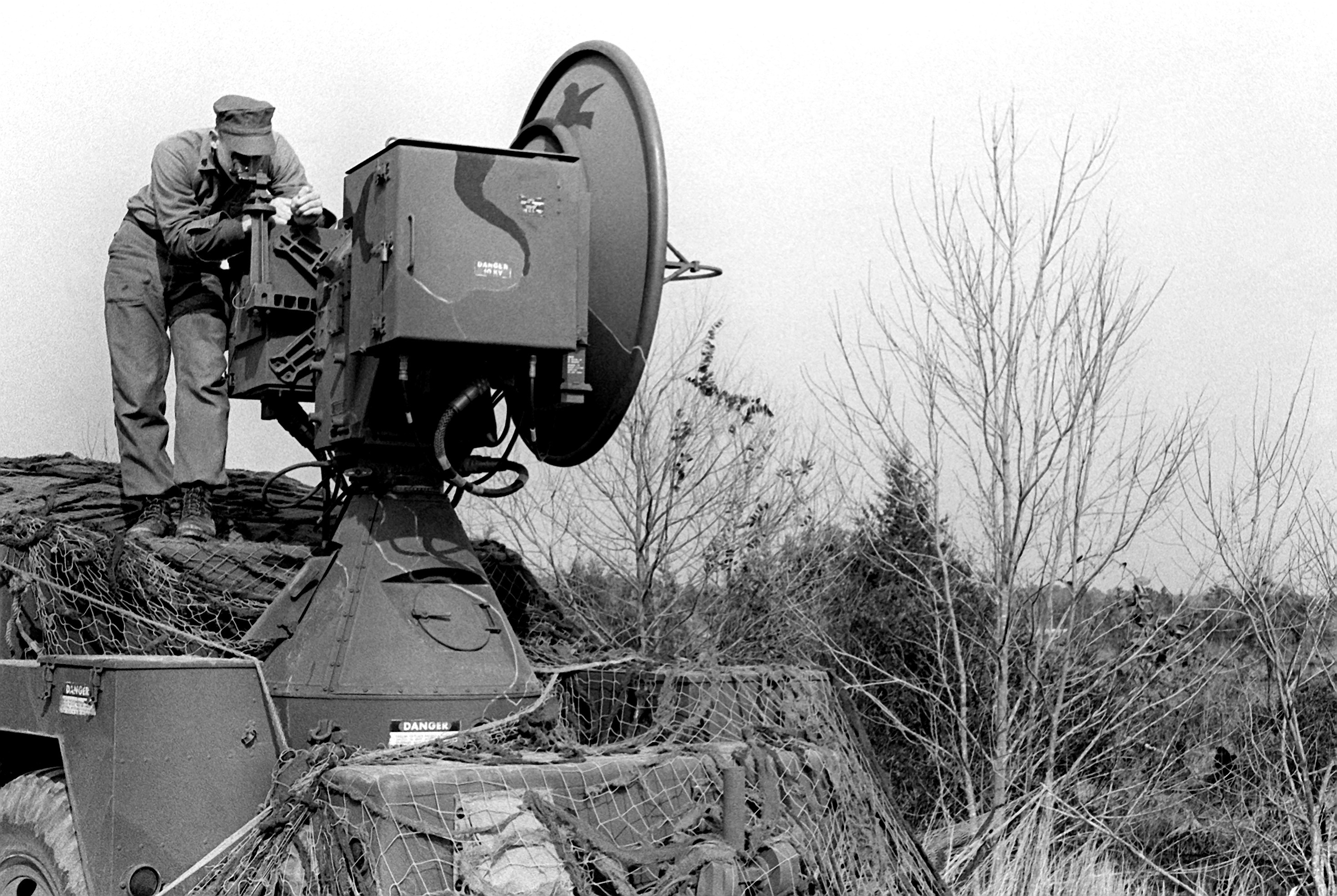
Range Only Radar AN/MPQ-51 (ROR), Entfernungsmessradar beim Einrichten

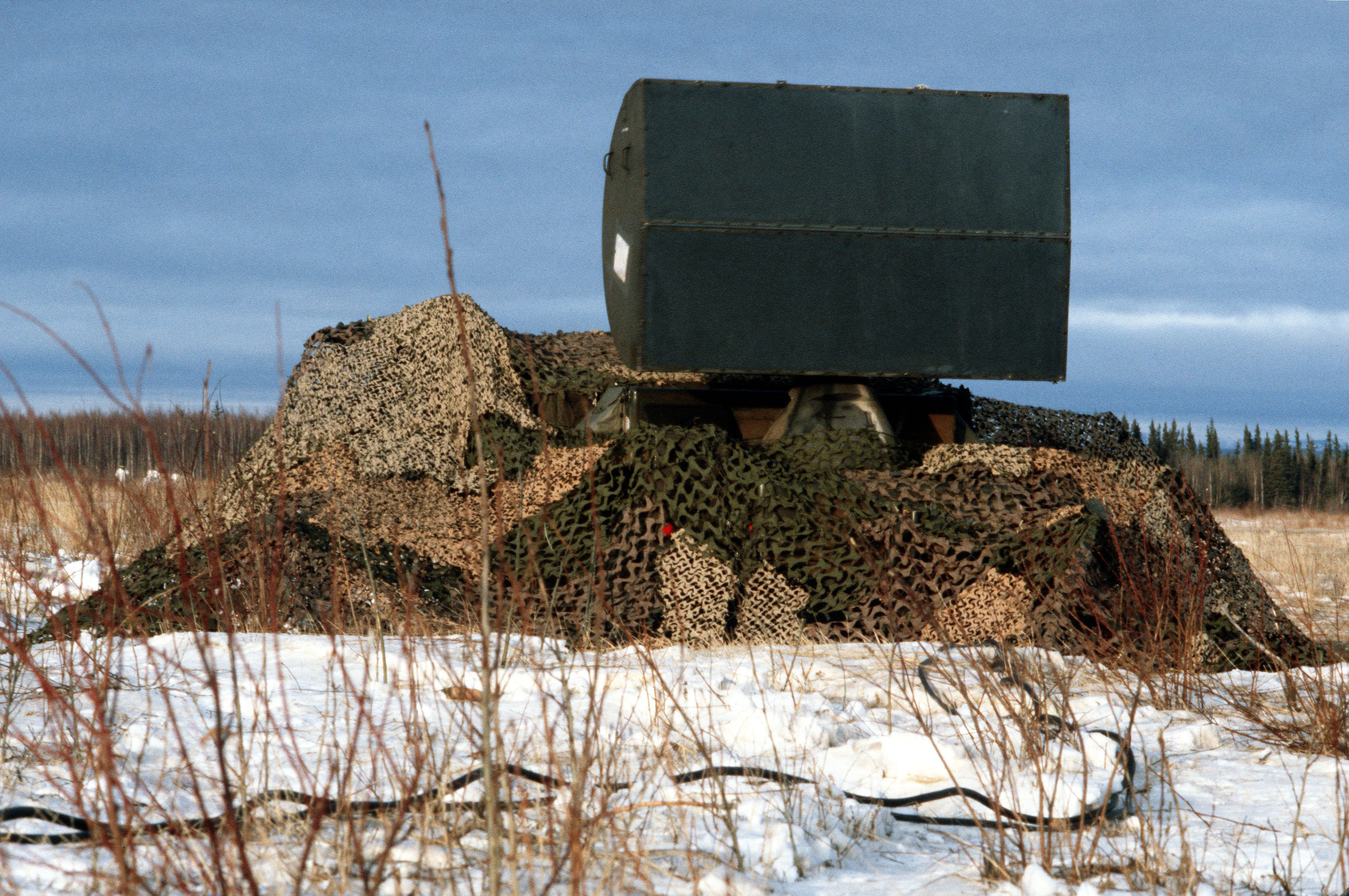
Continuous Wave Acquisition Radar AN/MPQ-55 (CWAR), Dopplererfassungsradar

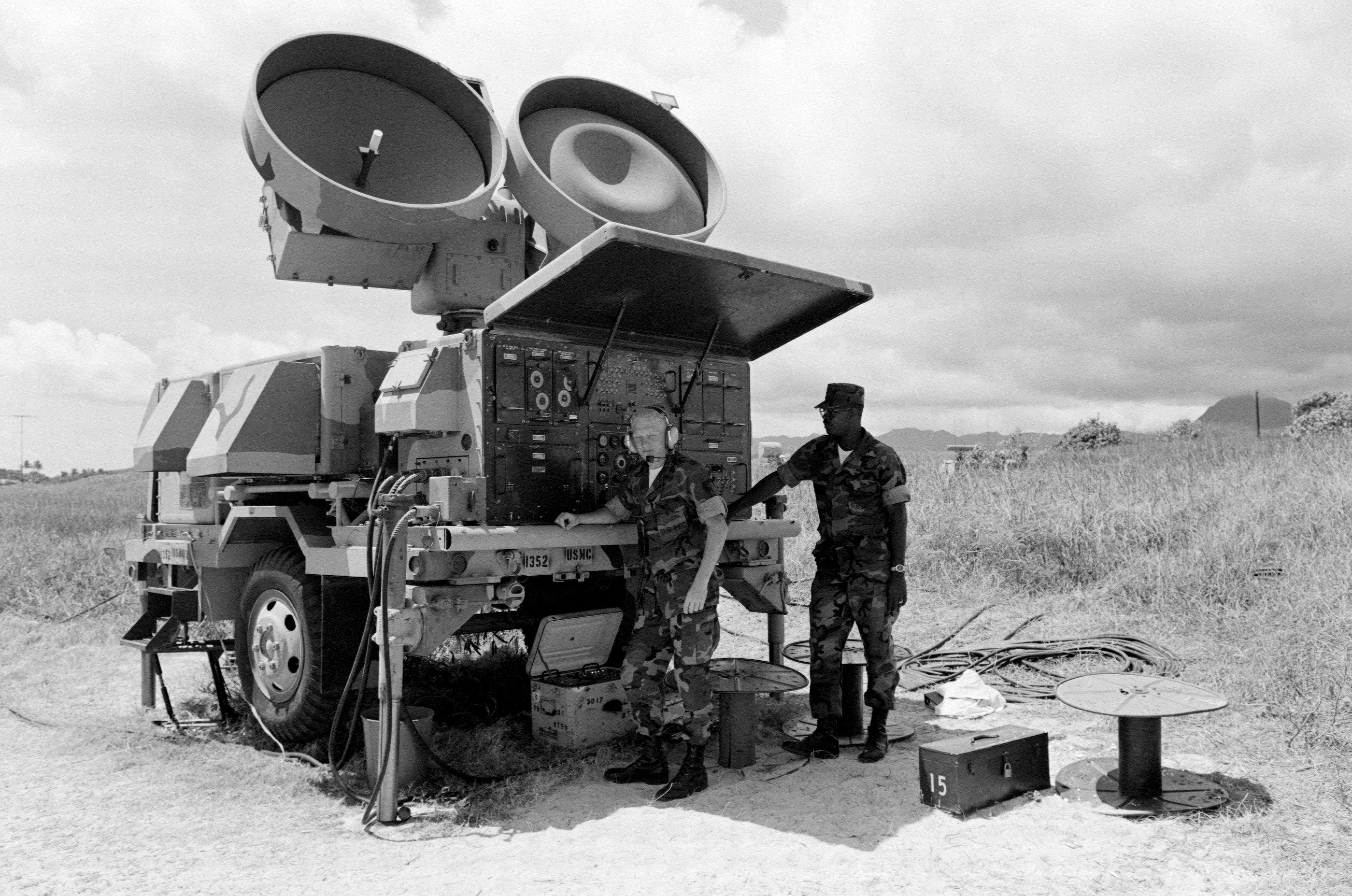
High Powered Illuminator Radar AN/MPQ-57 (HPIR), Beleuchtungs- und Zielverfolgungsradar

AN/TSW-11 Battery Control Central der 1./FlaRakBtl 37, 1986

Die HAWK-Verbände der Luftwaffe waren voll verlegefähig und für den Allwetterbetrieb ausgelegt. Die Systeme wurden im Luftverteidigungs-Schichtdienst rund um die Uhr aus ausgebauten Feldstellungen heraus betrieben. Eine Schicht dauerte zwischen 48 und 72 Stunden und wurde durch eine der drei (später vier) Kampfbesatzungen geleistet. Der Luftverteidigungsdienst war in vier unterschiedliche Bereitschaftsstufen eingeteilt, die jeweils für eine Woche zu halten waren.
Bereitschaftsstufen
- 12 Stunden released: Die Geräte des Systems wurden Fristenwartungen und Überprüfungen unterzogen. Die Feuereinheit konnte innerhalb einer Frist von 12 Stunden den nächsthöheren Status einnehmen.
- 12 Stunden: Das System war technisch und personell einsatzbereit, wurde jedoch intensiv für die Ausbildung der diensthabenden Kampfbesatzungen genutzt; das System wurde nach Ende der Ausbildungszeiten und nach Abschluss von Wartungsarbeiten (nachtsüber) ausgeschaltet, die Einnahme des nächsthöheren Bereitschaftsstatus war innerhalb von 12 Stunden möglich.
- 3 bzw. 6 Stunden: Die Geräte wurden kontinuierlich am Stromnetz gehalten, System- und Geräteüberprüfungen gemäß Vorschriften wurden in regelmäßigen Abständen durchgeführt. Einheitsinterne Alarmübungen und Überprüfungen durch Bewerter-Teams des Verbandes (siehe Abschnitt Überprüfungen) wurden unangekündigt durchgeführt. Das System war technisch und personell ohne Verzug zur Übernahme des höchsten Status bereit.
- 20 Minuten: Zusätzlich zu den für den 3 (bzw. 6) Stunden-Status aufgeführten Bedingungen galten die folgenden Vorgaben:

- Die Feuerleitzentrale war rund um die Uhr durch mindestens einen Bediener besetzt, der kontinuierliche Verbindung zum übergeordneten Gefechtsstand des Verbandes (Bataillon Operation Centre; BOC) hielt und dessen Aufgaben die Überwachung der Systemanzeigen, die verzugslose Aufnahme von Alarmsprüchen, die Entschlüsselung des Einsatzauftrages sowie die Alarmierung des Bedienerpersonals war. Zur Sicherheit wurde bei Übungsalarmen immer das Stichwort „State Orange“ unverschlüsselt übertragen.
- Alle Sender der Radargeräte waren aktiviert oder in Sendebereitschaft, die Waffensystem-Software des Waffenrechners war geladen und betriebsbereit, die taktische Datenverbindung (Datalink) war mit dem System der übergeordneten Gefechtsstands synchronisiert.
- Bei Eingang eines Alarmspruches (Battle Stations/Blazing Skies) alarmierte der Bediener die Kampfbesatzung durch Auslösen einer Sirene. Der nachfolgende sogenannte Crew-Drill der Kampfbesatzung, der durch den Feuerleitoffizier (Battery Control Officer; BCO) gesteuert und überwacht wurde, stellte durch festgelegte Verfahrensabläufe sicher, dass die Feuereinheit technisch und personell in der Lage war, unter Beachtung aller relevanten Vorschriften innerhalb von 20 Minuten den Feuerkampf aufzunehmen.

- 5 Minuten: In den 1960ern wurde statt des Status 20 Minuten der Hot-Battery zuerst ein 5-Minuten-Bereitschaftsstatus gefahren, wobei es für Teile des Bedienerpersonals erforderlich war, am oder in der unmittelbaren Nähe ihres Gerätes zu bleiben, bzw. auch nachts zu ruhen.
- Battle Stations (oder Blazing Skies): Feuerkampfstellung. Bei Blazing Skies wurden aus Sicherheitsgründen alle Maßnahmen bis auf den tatsächlichen Anschluss der Flugkörper an die Startgeräte (über je ein Anschlusskabel, sogenanntes Umbilical) durchgeführt.

Die jeweils vier Feuereinheiten eines HAWK-Verbandes waren in unterschiedlichen Stufen der Bereitschaft, sodass während des Routinebetriebs durch den Verband alle vier Bereitschaftsstufen abgedeckt waren. Dies stellte sicher, dass durch jeden Verband der Luftverteidigungsauftrag im zugewiesenen Sektor des Flugabwehrraketengürtels durchgeführt werden konnte. Weiterhin gewährleistete dies bei Ausfällen, dass eine der drei weiteren Feuereinheiten den Einsatzauftrag des Verbandes übernehmen konnte. Gleichzeitig stellte dies die schnelle Reaktionsfähigkeit der Verbände bei Erhöhungen der Alarmstufen sicher.
Die Systeme waren teilweise durch Betonunterstände bzw. Splitterschutzwände (Revetments) gegen Luftangriffe geschützt und hätten die Bekämpfung feindlicher Luftfahrzeuge in den ersten Stunden eines Überraschungsangriffs ermöglicht. Im Krisen- und Kriegsfall sollten die Einheiten allerdings ihre festen Stellungen verlassen und vorerkundete Verlegestellungen beziehen. Dies wurde während des Kalten Krieges intensiv in Manövern, Verbands- und Einheitsübungen trainiert und von nationalen und NATO-Prüfteams bewertet (→ Abschnitt Überprüfungen). Auch während Verlegungen, Übungen und Manövern waren die Einheiten weiterhin der NATO unterstellt und konnten somit verzugslos ihre Aufgabe – die Bekämpfung feindlicher Luftfahrzeuge zu jeder Zeit und bei jeder Wetterlage – wahrnehmen. Dies war möglich, da zu den Verlegeübungen stets die Einsatzlenkflugkörper (LFK) mitgeführt sowie die taktischen Fernsprech- und Datenverbindungen aufgebaut und betrieben wurden.
Nach dem Ende des Kalten Kriegs wurden die strikten Alarm- und Schichtbetriebsregeln gelockert und der Betrieb im Tagesdienst weitergeführt. Bei Verlegeübungen, Manövern und taktischen Überprüfungen wurden nur noch Trainings-Lenkflugkörper mitgeführt, die taktischen Einsatz-LFK wurden zunächst im Stellungsbereich gelagert. Später wurden sie an Luftwaffen-Depots abgegeben und dort für den Einsatzfall gelagert.

## Überprüfungen

### ORE
Die einzelnen FlaRak-Einheiten wurden während ihres Schichtdienstes unregelmäßig von Prüfteams ihrer Verbände (Schießtechnische Prüf- und Auswertegruppe bzw. Schießtaktische Prüf- und Auswertegruppe; SPAG) in sogenannten ORE (Operational Readiness Evaluation; auf Deutsch: Einsatzbereitschaftsüberprüfungen) auf ihre taktisch/technische Einsatzbereitschaft hin überprüft. Dies erfolgte unangekündigt zu jeder Tages- und Nachtzeit an willkürlich gewählten Tagen, auch an Wochenenden, an Feiertagen und in Urlaubszeiträumen. Hierbei wurde die technische Verfügbarkeit des Systems und der Ausbildungsstand der Kampfbesatzung nach taktischen Richtlinien und Vorschriften bewertet.

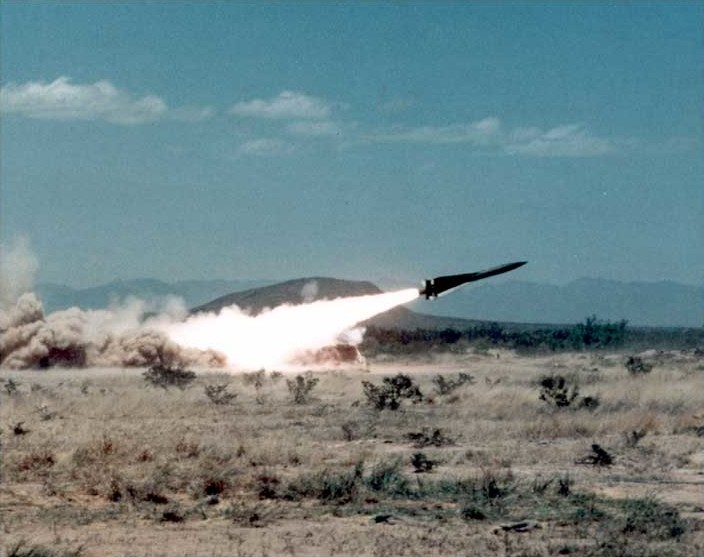
„Scharfer Schuss“ auf dem Schießplatz White Sands

### TacEval/OpEval
Bei taktischen Überprüfungen durch die NATO, sogenannte TacEvals (Tactical Evaluation) und später OpEvals (Operational Evaluation), wurden folgende Fähigkeiten der Einheiten und Verbände durch multinationale Prüfteams regelmäßig (in Abständen von 12 bis 18 Monaten) bewertet:
- Alarmierungsphase aus einer Krisenlage heraus und Personalaufwuchs
- simulierter Feuerkampf bei unterschiedlichen Luftlagen und Befehlslagen
- technische Einsatzbereitschaft des Materials inklusive Wartungszustand der Waffensystem- und Fahrzeugkomponenten
- taktische Verlegefähigkeit der Einheit und des Verbands, dabei verzugslose Aufnahme des Einsatzauftrags
- Überlebensfähigkeit bei bodengestützten Angriffen
- Überlebensfähigkeit bei Luftangriffen auf die Feuereinheit
- Überlebensfähigkeit bei Fremdeinsatz von ABC-Waffen
- Flexibilität und Reaktion bei Teilausfall des FlaRak-Systems (Improvisation)
- individuelle und teambezogene Reaktion bei Verwundungen, Feuer, Sabotage, Ausspähung, Gefangennahme von gegnerischen Kräften
- Durchführung der Aufnahme und Befragung von gegnerischen Gefangenen
- individuelle Grundfertigkeiten des einzelnen Soldaten wie Handwaffenschießen, schriftlicher ABC-Test, infanteristisch korrektes Verhalten

Mit der Alarmierungsphase aus einer Krisensituation heraus startete die taktische Überprüfung regelmäßig an einem Montag der Woche. Das geltende Szenario wurde für drei bis vier aufeinander folgende Einsatztage geschrieben und im Rahmen einer Übung rund um die Uhr abgeprüft.

### Jahresschießen (Annual Service Practice; ASP) und taktisches Schießen
Die Einheiten übten regelmäßig den „scharfen Schuss“. Dafür wurde die jeweils älteste Rakete der Einheit zum Schießplatz mitgeführt. Zuerst wurden die Schießen auf dem Raketenschießplatz McGregor Range / White Sands Missile Range im US-Bundesstaat New Mexico durchgeführt, später auf der Mittelmeerinsel Kreta auf dem NATO-Übungsgelände NATO Missile Firing Installation (NAMFI), von dem die letzte deutsche HAWK-Rakete im Oktober 2003 gestartet wurde.
In den Anfangsjahren wurden die Jahresschießen als Schulschießen durchgeführt, wobei die Einheiten eine Anfangspunktzahl von 2000 Punkten zur Verfügung hatten. Anhand von Drillkarten und Vorschriften wurde die Einheit genauestens bei ihren Tätigkeiten von Prüfteams der NATO beobachtet, wobei Abweichungen und Verstöße durch Punkteabzug geahndet wurden. Höhepunkt war der Start einer einzelnen HAWK gegen eine Drohne. Die Kampfbesatzungen führten das Jahresschießen ohne Handwaffen und ABC-Schutzausstattung durch.
Mit Einführung des sogenannten taktischen Schießens zu Beginn der 1990er-Jahre wurden die Einheiten, später die Verbände (als FlaRak-Gruppen und -Geschwader) in einem taktischen Umfeld unter simulierten Gefechtsbedingungen bewertet. Das gesamte eingesetzte Personal war gefechtsmäßig mit Waffe, ABC-Ausstattung und Helm ausgerüstet. Im Verlauf des taktischen Schießens wurde ein an realen Bedingungen angelehntes Szenario abgewickelt, das mit der Übernahme des Waffensystems, einer technischen Überprüfung und einer gefechtsmäßigen Verlegung in einen angenommenen Einsatzraum begann. Nach der Einnahme des befohlenen Einsatzstatus wurde ein Einsatz gegen feindliche Kräfte durchgeführt, bei dem mehrere HAWK-Lenkflugkörper gegen durch Drohnen simulierte Flugziele abgefeuert wurden. Nach Ende des Bekämpfungsablaufs hatten die Einheiten eine geordnete Verlegung in einen Verfügungsraum zu absolvieren. In die Bewertung flossen nunmehr hauptsächlich Elemente aus dem Forderungskatalog der TacEvals und OpEvals ein.

## Feuereinheit
Die zuletzt bei der Bundeswehr eingesetzte Feuereinheit der Version HAWK PIP-II bestand aus folgenden Systemkomponenten:

### Feuerleitgruppe
- Feuerleitstand Platoon Command Post (PCP) mit Freund-Feind-Erkennung Siemens 1990/D21 (IFF) sowie dem Waffenrechner (ADP)
- Dauerstrich-Erfassungsradar AN/MPQ-55 Continuous Wave Acquisition Radar (CWAR)
- Impulsradar AN/MPQ-50 Pulse Acquisition Radar (PAR) zur Zielerfassung
- Entfernungsmessradar AN/MPQ-51 Range Only Radar (ROR)

### Abschussgruppe
- 1 Dauerstrich-Beleuchtungsradar AN/MPQ-57 High Power Illuminating Radar (HPIR) mit
  - Infrarot-Erfassungssystem HEOS (Atlas Elektronik HAWK Electro-Optical Sensor)
- 3 Startgeräte Launcher (LCHR) für je 3 Lenkflugkörper (LFK) pro Startgerät
- 6 Palettenanhänger Pallet (PAL) zum Transport von 18 Lenkflugkörpern (9 LFK als Kampfbeladung und weitere 9 als Reserve)
- 1 Ladefahrzeug Loader (LDR), ein Kettenfahrzeug
- 1 Abschussgruppen-Verteilerkasten Launching Section Control Box (LSCB)

### Stromversorgung
- 4 Stromaggregate (SEA) 56 kVA / 416 Volt / 400 Hz

Für die Kampfführung einer HAWK-Flugabwehrraketengruppe (entspricht einem Bataillon) mit bis zu acht angeschlossenen Feuereinheiten (siehe oben) diente die Kampfführungsanlage German HAWK Operation Center (GEHOC).

### Im Zuge der Umstrukturierung ausgemusterte Komponenten

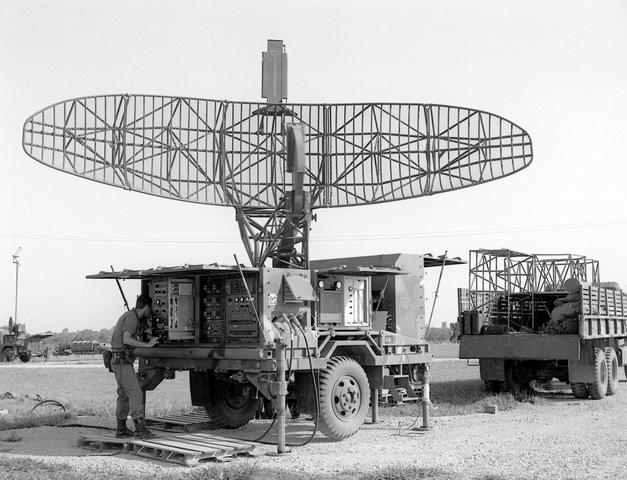
AN/MPQ-50 Pulse Acquisition Radar (PAR), Impuls-Radar (450 kW Pulsleistung) zur Zielerfassung

Gegen Ende der 1990er Jahre wurden die Einheiten der Luftwaffe von der BCC-Vollstaffel-Konfiguration in eine PCP-Halbstaffel (siehe oben) umstrukturiert. Hierdurch entfielen die folgenden Komponenten:
- Feuerleitanlage Battery Control Central (BCC)
- Lage- und Auswertezentrale Information Coordination Central (ICC)
- Impulsradar AN/MPQ-50 Pulse Acquisition Radar (PAR) zur Zielerfassung
- Entfernungsmessradar AN/MPQ-51 Range Only Radar (ROR)

Die Radargeräte wurden durch das AN/MPQ-64 ersetzt.

## Nutzerstaaten
- Ägypten – 12 Batterien mit 1830 Lenkwaffen
- Bahrain – 6 Starter mit 40 Lenkwaffen
- Belgien – 60 Starter mit 683 Lenkwaffen
- Dänemark – 8 Batterien mit 660 Lenkwaffen
- Deutschland 38 Batterien mit 3000 Lenkwaffen
- Frankreich – 60 Batterien mit 1000 Lenkwaffen
- Griechenland – 42 Starter mit 604 Lenkwaffen
- Indonesien – unbekannte Anzahl
- Iran – 16 Batterien mit 2221 Lenkwaffen
- Israel – 12 Batterien mit 1524 Lenkwaffen
- Italien – 8 Batterien mit 800 Lenkwaffen
- Japan – 80 Starter mit 5804 Lenkwaffen
- Jordanien – 2 Batterien mit 1250 Lenkwaffen
- Kuwait – 50 Starter mit 382 Lenkwaffen
- Niederlande – 9 Batterien mit 1000 Lenkwaffen
- Norwegen – 6 Batterien mit 500 Lenkwaffen
- Marokko – unbekannte Anzahl
- Philippinen – unbekannte Anzahl
- Rumänien – 2 Batterien mit 8 Startern
- Saudi-Arabien – 16 Batterien mit 1858 Lenkwaffen
- Schweden – 4 Batterien mit 222 Lenkwaffen
- Singapur – 3 Batterien mit 300 Lenkwaffen
- Spanien – 40 Starter mit 1130 Lenkwaffen
- Südkorea – 80 Starter mit 3077 Lenkwaffen
- Taiwan – 50 Starter mit 901 Lenkwaffen
- Thailand – 2 Batterien mit 40 Lenkwaffen
- Türkei – 8 Starter mit 175 Lenkwaffen
- Ukraine – unbekannte Anzahl wurden im Rahmen der Auslandshilfen für die Ukraine aus NATO-Beständen geliefert.[25]
- Vereinigte Staaten – 867 Starter
- Vereinigte Arabische Emirate – 4 Batterien mit 343 Lenkwaffen

Quellen:

## Die HAWK im Kriegseinsatz
Der erste Abschuss eines Flugzeuges durch eine HAWK erfolgte am 5. Juni 1967, dem ersten Tag des Sechstagekrieges. Eine israelische Hawk schoss eine beschädigte Dassault Ouragan der eigenen Streitkräfte ab, die auf das Kernkraftwerk des Negev Nuclear Research Centers zu stürzen drohte. Es war auch die erste in einem ,scharfen' Einsatz abgefeuerte HAWK. Während des Abnutzungskrieges schossen israelische HAWK zwischen acht und zwölf arabische Flugzeuge ab, während des Jom-Kippur-Krieges waren es zwischen 12 und 24. Für den Einsatz in diesem Krieg wurde die Trefferwahrscheinlichkeit der HAWK auf mehr als 50 % geschätzt. Während des iranisch-irakischen Krieges schoss eine kuwaitische HAWK eine iranische F-5 ab. Am 8. September 1987 schossen französische Truppen im Tschad mithilfe einer HAWK einen libyschen Tu-22-Bomber ab, der die Hauptstadt N’Djamena angreifen sollte. Der Hersteller Raytheon nennt die Zahl von 40 unter Kriegsbedingungen von HAWK abgeschossenen Flugzeugen.
Im Jahr 1986 unternahmen die iranischen Luftstreitkräfte mit Unterstützung israelischer Techniker Versuche, die HAWK von einer Grumman F-14 abzufeuern. Die Vorräte an Lenkwaffen vom AIM-54 Phoenix, die die Hauptbewaffnung der F-14 darstellte, gingen während des Kriegs gegen den Irak zur Neige, und aufgrund des US-Embargos konnte der Iran keine neuen kaufen. HAWK und HAWK-Ersatzteile dagegen waren – u. a. wegen eines geheimen Waffengeschäfts mit Israel und der US-Regierung (Iran-Contra-Affäre) – genügend im Land vorhanden und konnten zudem im Ausland beschafft werden. Bei den Tests stellte sich heraus, dass die Datenübertragung zwischen dem AN/AWG-9-Feuerleitsystem der F-14 und der HAWK-Lenkwaffe nicht stabil funktionierte. Trotzdem wurden ein oder zwei der Sedjil getauften Lenkwaffen im Kampfeinsatz abgefeuert. Nach Kriegsende wurde das Projekt eingestellt. Viele der produzierten Flugkörper wurden zu Luft-Boden-Raketen umgerüstet, indem der Sprengkopf der HAWK durch den einer M117-Bombe ersetzt wurde. Diese Waffe bekam den Namen Yasser. Fotos von den Versuchen gelangten erst Ende der Neunziger in den Westen und erweckten dort den Eindruck, es handle sich um die aktuelle Einführung luftgestützter HAWK.
Einige Systeme wurden auch, im Zuge der  Russischen Invasion an die Ukrainischen Streitkräfte geliefert. Diese nutzt sie ebenfalls sehr erfolgreich im Einsatz gegen langsamfliegende Drohnen.

## Sonstiges

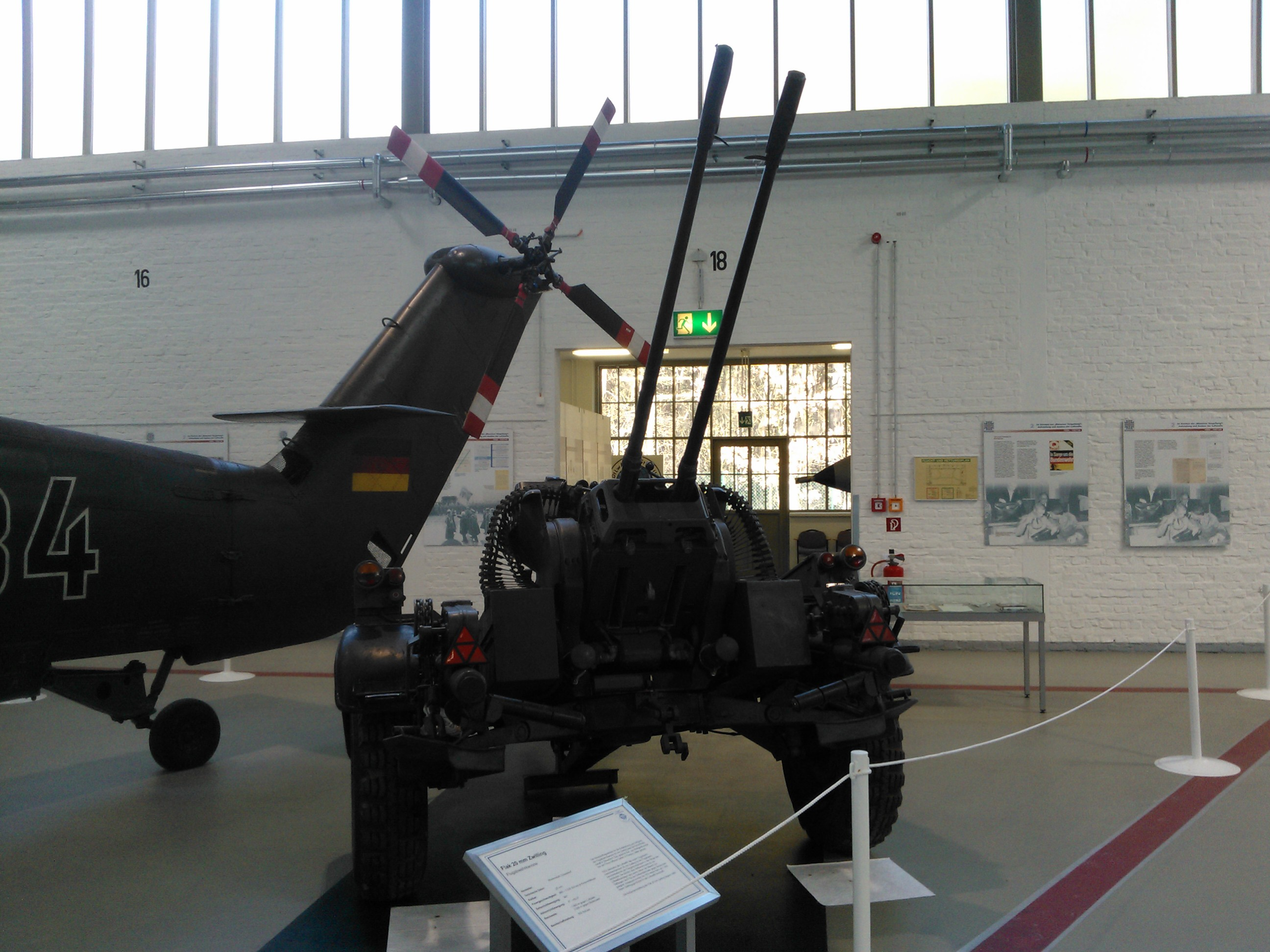
Rheinmetall-Flak 20 mm Zwilling

Von 1972 bis 1992 waren HAWK-Feuereinheiten der Bundeswehr zum Schutz gegen Tiefflieger und feindliche Bodentruppen mit einem Zug bestehend aus vier 20-mm-Zwillings-Flugabwehrkanonen vom Typ „Maschinenkanone MK 20 RH 202 Zwilling“ der Firma Rheinmetall ausgerüstet.
Die Abkürzung HAWK wird mitunter interpretiert als Homing All the Way Killer (englisch etwa: ständig zielender Zerstörer; siehe Artikel zum Begriff „Homing“). Möglicherweise existierte zuerst die Bezeichnung HAWK (als sogenanntes „Backronym“) und erst später wurde daraus die Erklärung aus der Beschreibung des Flugverhaltens des Habichts oder des Falken, der dem System seinen Namen gab.
HAWK wurde bei der Bundeswehr aufgrund seiner Komplexität, seiner Fehleranfälligkeit, der häufigen Verlegungen sowie des Schichtbetriebs scherzhaft bezeichnet als:
- Hope Ajax Will Kill („Hoffentlich wird Ajax töten/treffen“)
- Heute Alles Wieder Kaputt
- Holiday and Weekend Killer („Feiertags- und Wochenend-Verderber“)
- Haufen Arbeit Wenig Kohle
- Hau Ab Wenn’s Knallt
- Hinkelstein Abwurf-Katapult

Das Simulationsgerät OTS wurde auch scherzhaft Offizier-Telespiel genannt.
Eine HAWK wurde als Oberstufe in dem deutschen Raumfahrtprojekt SHEFEX-I verwendet.

## Abkürzungen
| Abkürzung | Text                                          |
| --------- | --------------------------------------------- |
| A         | Bataillon d’Artillerie                        |
| ADA       | Air Defense Artillery                         |
| AFCENT    | Allied Forces Central Europe                  |
| AFNORTH   | Allied Forces Northern Europe                 |
| ATAF      | Allied Tactical Air Force                     |
| BE        | Belgian, Belgien                              |
| Bn        | Battalion                                     |
| BOC       | Battalion Operations Center                   |
| CRC       | Control and Reporting Center                  |
| CRP       | Control and Reporting Post                    |
| Det       | Detachment                                    |
| FlaRak    | Flugabwehrraketen                             |
| FlaRakBtl | Flugabwehrraketenbataillon                    |
| GGW       | Groep Geleide Wapen                           |
| NATO      | North Atlantic Treaty Organisation            |
| NL        | Netherlands, Niederlande                      |
| RA        | Régiment d’Artillerie                         |
| SACEUR    | Supreme Allied Commander Europe               |
| SHAPE     | Supreme Headquarters Allied Powers Europe     |
| SOC       | Sector Operations Center                      |
| Sqn       | Squadron                                      |
| USAAD     | United States Army Artillery Detachment       |
| USAAG     | United States Army Artillery Group            |
| USAFAD    | United States Army Field Artillery Detachment |
| USAFE     | United States Air Force in Europe             |
| USAREUR   | United States Army in Europe                  |